# Liste von Verstärkern gemäß den Kennblättern fremden Geräts D 50/13

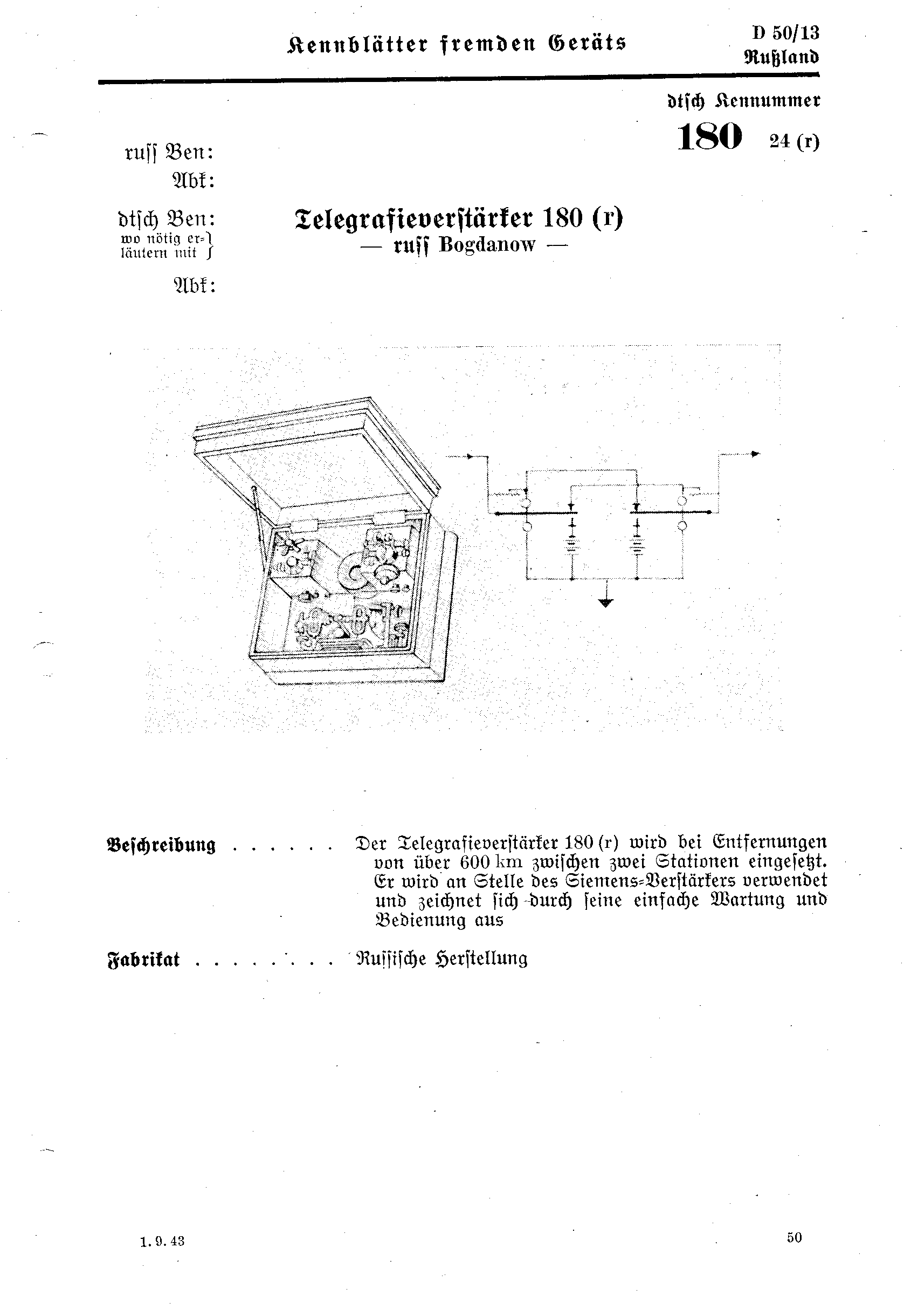
Kennblattbeispiel zu
D 50/13 Nr 180 24 (r)

In dieser Liste von Verstärkern gemäß den Kennblättern fremden Geräts D 50/13 werden Verstärker aufgeführt, die vom Heereswaffenamt verzeichnet wurden.
Nachfolgend ein Überblick/Auszug zur offiziellen Dokumentation Kennblätter fremden Geräts D 50/13: Nachrichtengerät.

## Hinweise zur Liste
Aufbau der Tabelle
Untenstehende Tabelle führt folgenden Spalteninhalte:
- dtsch. Kennnr. (deutsche Kenn-Nummer), dies entspricht dem Originalindex in den Kopfzeilen der Kennblätter mit Kennnummer, Stoffgebietenummer und Beutezeichen.
- Abk. dtsch. Ben. (Abkürzung deutsche Benennung), Originalbezeichnung entnommen aus der fünften Zeile der Kennblätter.
- Landesbez. nach HWA (Heereswaffenamt), Originalangaben entnommen aus der ersten Zeile der Kennblätter.
- Bild, eine Bildauswahl aus Wikipedia für dieses Objekt.
- Bemerkungen, hier werden Links zu bereits existierenden Wikipedia-Artikeln eingetragen.

 Info: Die in der Tabelle angegebenen Originaleinträge sollen nicht geändert werden, weil diese den Angaben aus den Kennblättern entsprechen. Nach neuerem Forschungsstand sind teilweise Errata in den Kennblättern erkannt worden. Diese werden unten im Abschnitt Anmerkungen jeweils zur Kenn-Nummer erläutert. Die Wikilinks in den runden Klammern sollten das Lemma der entsprechenden Artikel in Wikipedia enthalten.
| dtsch. Kennr. | Abk. dtsch. Ben.    | Landesbez.nach HWA (Wikipedia-Artikel) | Bild         | Bemerkungen                                                                                  |
| ------------- | ------------------- | -------------------------------------- | ------------ | -------------------------------------------------------------------------------------------- |
| 180 24 (r)    | Tel. Verst. 180 (r) | in D 50/13 keine Angabe                |              | Verstärker bei Entfernungen über 600 km zwischen zwei Stationen                              |
| 431 24 (r)    | Fu. Ger. 180 (r)    | in D 50/13 keine Angabe                | Bilderwunsch | Tonfilm- und Mikrofonverstärker Frequenzgang: 50–7000 Hz Verwendung bei: Propagandaeinheiten |
| 522 24 (a)    | Fu. Ger. 522 (a)    | in D 50/13 keine Angabe                | Bilderwunsch | Befehlsverstärker Verwendung in: Panzerkampfwagen                                            |